# Köpetdagstadion
Het Köpetdagstadion is een multifunctioneel stadion in Asjchabad, Turkmenistan. Het stadion wordt vooral gebruikt voor voetbalwedstrijden, de voetbalclub Köpetdag Aşgabat maakt gebruik van dit stadion. In het stadion is plaats voor 26.503 toeschouwers. Het werd geopend in 1997 en in 2015 gerenoveerd.